# لی موری
لی موری (انگلیسی: Lee Murray؛ زادهٔ ۱۲ نوامبر ۱۹۷۷) ورزشکار هنرهای رزمی ترکیبی اهل بریتانیا است. وی به سرقت بانک محکوم است. در سال ۲۰۰۵، دوران حرفه‌ای او در ام‌ام‌ای پس از اینکه چندین بار در خارج از یک کلوپ شبانه مورد اصابت چاقو قرار گرفت، کوتاه شد. او در ژوئن ۲۰۰۶ در رباط، مراکش دستگیر و در ژوئن ۲۰۱۰ به جرم طراحی سرقت مسلحانه از انبار سکوریتاس در کنت، انگلستان، به ۱۰ سال زندان محکوم شد، جایی که ۵۳٬۱۱۶٬۷۶۰ پوند اسکناس نقدی متعلق به بانک انگلستان توسط موری و همکارانش در ۲۲ فوریه ۲۰۰۶ به سرقت رفت. این بزرگ‌ترین سرقت نقدی شناخته شده در جهان در زمان صلح بود. پس از تلاش ناموفق برای فرار از زندان و درخواست تجدیدنظر ناموفق، مدت زندان او در ۳۰ نوامبر ۲۰۱۰ به ۲۵ سال افزایش یافت. او در حال حاضر در زندانی در تیفلت، شمال غربی مراکش، نگهداری می‌شود و با وجود زندانی بودن، در سال ۲۰۱۰ صاحب فرزندی از زندان شد. در سال ۲۰۱۸، موری در مصاحبه‌ای اظهار داشت که در زندان برای مبارزه تمرین می‌کرده و همچنان برای بازگشت به سازمان یواف‌سی برنامه‌ریزی کرده است، به این امید که از پادشاه محمد ششم مراکش عفو دریافت کند.
دینا وایت، رئیس یواف‌سی، در مورد موری اظهار داشت: «او یک حرامزاده ترسناک است، و منظورم از او مبارز ماهر نیست».